# Предгорное (Северная Осетия)
Предго́рное (осет. Предгорнæй, кум. Борасувотар) — село в Моздокском районе Республики Северная Осетия — Алания.
Административный центр муниципального образования «Предгорненское сельское поселение».

## География
Селение расположено у северного подножия Терского хребта, в юго-восточной части Моздокского района, и с трёх сторон окружён землями соседней республики Ингушетия. Расположено на расстоянии в 400 м от ближайшей границы с Ингушетией (с Запада). Находится в 27 км к югу от районного центра Моздок, в 15 км к северо-востоку от города Малгобек и в 65 км к северу от города Владикавказ.
Граничит с землями населённых пунктов: Вознесенская на юго-востоке, с пригородами города Малгобек на юго-западе, Малый Малгобек на западе и Кизляр на северо-западе.
Населённый пункт расположен у северного отрога Терского хребта в предгорной зоне республики. Рельеф местности преимущественно холмистый с увеличением перепадов относительных высот на юге. Средние высоты на территории села составляют около 379 метров над уровнем моря. Абсолютные высоты достигают 500 метров над уровнем моря на юге. Склоны хребта у южной окраины села покрыты смешанными лесами. 
Гидрографическая сеть на территории муниципального образования представлена слабо. За исключением родниковых речек, это артерия Надтеречного канала, тянущегося вдоль северной окраины сельского поселения.
Климат влажный умеренный. Среднегодовая температура воздуха составляет +9,5°С. Температура воздуха в среднем колеблется от +22,0°С в июле, до −3,7°С в январе. Среднегодовое количество осадков составляет около 640 мм. Основное количество осадков выпадает в период с мая по июль. В конце лета часты суховеи, дующие территории Прикаспийской низменности.

## История
По одной из версий селение было основано в 1906 году на землях малокабардинских князей Бекович-Черкасских, кумыкским помещиком Бора, переселившегося к северным отрогам Терского хребта со своей семьей и рабочими, в честь чего село первоначально было названо — Борасув-отар.
Однако, в Нальчикских архивах содержится прошение жителей кумыкского селения Верхние Бековичи о покупке у князей Бековичей — «балки Борасу» от 5 октября 1866 года[уточнить]. Кроме того, элемент — су (кум. сув) переводится с кумыкского как «вода, река», но не является элементом имён. Последним аргументом против приведённой версии является упоминание горы «Борису» на 5-вёрстной Военно-топографической карте Кавказского края 1877 года.
В 1928 году село было переименовано в Чеченскую балку.
Во время Великой Отечественной войны на подступах к селу, в 7 км к северу от него, были остановлены немецкие войска, прорывавшиеся к нефтяным месторождениям Курпа, Малгобека и Грозного.
До 1944 года село входило в состав Курпского района Кабардино-Балкарской АССР . 7 марта 1944 года Курпский район КБАССР был упразднён, а вся его территория лежавшая к востоку от реки Курп, передана в состав Северо-Осетинской АССР. Тогда же село Чеченская балка была переименована в Малгобекскую балку.
В 1965 году Указом Президиума ВС РСФСР село Малгобекская Балка было переименовано в Предгорное.

## Население
| 2002 | 2010  | 2021  |
| ---- | ----- | ----- |
| 1266 | ↘1058 | ↗1145 |

Национальный состав
По данным Всероссийской переписи населения 2010 года:
| Народ   | Численность, чел. | Доля от всего населения, % |
| ------- | ----------------- | -------------------------- |
| кумыки  | 1024              | 96,8 %                     |
| чеченцы | 21                | 2,0 %                      |
| другие  | 13                | 1,2 %                      |
| всего   | 1058              | 100 %                      |

## Образование
- Средняя общеобразовательная школа — ул. Школьная, 26.

## Ислам
В селе действует одна мечеть.

## Улицы
| Гагарина   |
| Кирова     |
| Коркмасова |
| Кошевого   |

| Ленина     |
| Молодёжная |
| Морозова   |
| Нагорная   |

| Новая        |
| Орджоникидзе |
| Титова       |
| Школьная     |